# 合衆国魚類野生生物局
アメリカ合衆国魚類野生生物局（アメリカがっしゅうこくぎょるいやせいせいぶつきょく、英語: United States Fish and Wildlife Service、略称：FWS）は、アメリカ合衆国内務省内にある、野生動物の保護管理を専門に行う組織。1956年創設。